# Ilex bartlettii
Ilex bartlettii är en järneksväxtart som beskrevs av Merrill. Ilex bartlettii ingår i släktet järnekar, och familjen järneksväxter. Inga underarter finns listade i Catalogue of Life.